# Pocket Books
Pocket Books é uma editora estadunidense fundada em 1939 por Richard L. Simon, M. Lincoln Schuster e Robert Fair de Graff, e a primeira empresa deste país a publicar livros de bolso com o objetivo de produzir livros em massa, atendendo a um número maior de leitores.
A Pocket criou o primeiro mercado de massa para livros de bolso na América em 1939, e revolucionou a indústria editorial. A editora alemã Albatross Books foi a pioneira na utilização de cores nas edições de bolso em 1931, sob a orientação de Kurt Enoch.
Já a editora inglesa Penguin Books refinou a ideia em 1935, imprimindo um milhão de livros no ano seguinte.
A editora é conhecida por publicar obras de ficção popular baseados em filmes ou séries de TV, como a franquia Star Trek.